# 14 Orionis
14 Orionis (i Orionis) é uma estrela na direção da Orion. Possui uma ascensão reta de 05h 07m 52.87s e uma declinação de +08° 29′ 54.9″. Sua magnitude aparente é igual a 5.33. Considerando sua distância de 194 anos-luz em relação à Terra, sua magnitude absoluta é igual a 1.42. Pertence à classe espectral Am.